# Distrito de Santiago de Surco
El distrito de Santiago de Surco, más conocido simplemente como Surco, es uno de los cuarenta y tres distritos que conforman la provincia de Lima, ubicada en el departamento homónimo, en el Perú. Limita al norte con los distritos de Ate y La Molina, al este con el distrito de San Juan de Miraflores, al sur con el distrito de Chorrillos, al suroeste con el distrito de Barranco, al oeste con los distritos de Miraflores y Surquillo, y al noroeste con el distrito de San Borja.

## Historia

### Surco preínca
Su área pertenecía al territorio de la cultura Ychma. De ese modo, anteriormente esta jurisdicción se denominó Señorío de Sulco y tuvo como sede principal a Armatambo, actualmente zona arqueológica, ubicada cerca al Morro Solar. Es por ello, que la teoría más aceptada, es que el nombre se debe a una variación lingüística de Sulco por Surco. Este cambio se realizó a partir de 1557, tras la muerte de Antonio del Solar, quien fue designado el primer encomendero del curacazgo de Sulco. Cabe precisar, que este señorío adquirió su nombre por la acequia que surcaba su territorio.

### Surco virreinal
El pueblo de Santiago de Surco, fue una de las primeras reducciones de indios creadas en el Perú, con la de Magdalena en el siglo XVI por el virrey, Francisco Álvarez de Toledo. Hacia inicios del siglo XX, fue un poblado campestre rodeado de la haciendas Surco y San Juan. Hacia esa época, el pueblo de Surco se ubicaba en la zona de San José, actual distrito de Barranco.

### Creación del distrito
Mediante Decreto Ley N.º 6644, fue fundado como distrito el 16 de diciembre de 1929, segregándose del distrito de Barranco (San José de Surco), gracias al Presidente de la República, de aquel entonces, Augusto B. Leguía. El distrito de Santiago de Surco, en ese entonces, limitaba al norte, con los distritos de La Victoria y Ate. Al este, con el distrito de Pachacámac. Al sur, con el Océano Pacífico y el distrito de Lurín. Al suroeste, con el distrito de Chorrillos. Al oeste, con el distrito de Barranco. Y al noroeste, con el distrito de Miraflores. Asimismo, en ese entonces, abarcó la jurisdicción de los actuales distritos de Villa El Salvador, Villa María del Triunfo, San Juan de Miraflores, y parte de San Borja, Surquillo y Chorrillos. Posteriormente, en 1944, absorbe algunas zonas del distrito de Ate (sector de Monterrico).

### Recorte territorial
Inicialmente, pierde parcialmente su salida al mar, por la ampliación de límites del distrito de Chorrillos, que ocupa la zona de Villa y la Campiña (incluyendo la hacienda Villa, el estuario del río Surco, la Encantada de Villa y los Pantanos de Villa). En la década de los 40 y 50, las zonas este y sur del distrito, comenzaron a sobrepoblarse y a sufrir de una masiva invasión, como las barriadas de "Ciudad de Dios" y la "Sociedad El Triunfo de la Restauración". Por lo tanto, en la década de los 60, Santiago de Surco empezó a sufrir de un masivo recorte territorial. Primero, gracias a la fundación del distrito de Villa María del Triunfo, cuyo nuevo distrito terminó abarcando también, lo que sería actualmente Villa El Salvador. Con esa nueva fundación pierde totalmente su salida al mar. Posteriormente, en 1965, Santiago de Surco sufre de otro gran recorte, tras la fundación del distrito de San Juan de Miraflores, debido a un incremento de invasión en el cerro San Francisco, actual Pamplona Alta. Más tarde, en 1983, el distrito obtuvo su último gran recorte, gracias a la fundación del distrito de San Borja.

## Geografía y límites distritales

### Ubicación
El distrito de Santiago de Surco está ubicado en la zona suroeste de la provincia de Lima, y forma parte de la subregión Lima Centro. Cuenta con una superficie de 52,00 km² y su altitud media es de 72 m s. n. m. Todo esto sin contar las disputas territoriales que tiene con los distritos de San Juan de Miraflores y Chorrillos.

### Límites
Limita al norte, con el distrito de Ate, por medio de la vía de Evitamiento, y con el distrito de La Molina, mediante la calle Mar del Norte, los jirones Paseo de los Eucaliptos y La Floresta, y las avenidas Javier Prado Este y Circunvalación del Club Golf Los Incas. Luego, colinda al noreste, también con el distrito de La Molina, a través de los cerros Centinela y Gallinacera. 
Posteriormente, limita al este, con el distrito de San Juan de Miraflores, por medio un muro en el cerro San Francisco que lo separa de Pamplona Alta. Luego, el límite continúa mediante la calle El Mirador y la avenida Agustín La Rosa Lozano. Después, el límite atraviesa la calle Daniel Garcés, el jirón Los Geranios, y las calles Las Magnolias, Urbanización Magisterial 6 de Julio, y la carretera Panamericana Sur. Seguidamente, colinda al sureste, también con el distrito de San Juan de Miraflores, por medio de la avenida Paseo de la República, el jirón José Gabriel Aguilar Segura, y las calles Los Claveles y 4. Enseguida, el límite continúa mediante los jirones Alcides Vigo Hurtado y Los Herrerillos, y el cerro Viva El Perú. 
Después, limita al sur, con el distrito de Chorrillos, igualmente a través del cerro Viva El Perú, el jirón Artemisa, la calle Albatros y la avenida El Sol. Seguidamente, el límite parte por medio del río Surco y la avenida General Edmundo Aguilar Pastor. Enseguida, colinda al suroeste, con el distrito de Barranco, mediante el jirón Anaya y la avenida Manuel de la Fuente Chávez. Después, el límite atraviesa los jirones Talana, Venegas y San Ambrosio, la calle Catalino Miranda y la avenida República de Panamá.
Seguidamente, limita al oeste, con el distrito de Miraflores, por medio de zonas residenciales del distrito, el jirón Cahuide y las avenidas La Merced, Alfredo Benavides y Tomás Marsano. Posteriormente, colinda también al oeste, con el distrito de Surquillo, siguiendo el trayecto del río Surco, mediante la calle Gerona y la avenida Intihuatana.
Y finalmente, limita noroeste, con el distrito de San Borja, a través de la avenida Primavera y la carretera Panamericana Sur.
| Noroeste: Distrito de San Borja                       | Norte: Distrito de Ate / Distrito de La Molina | Nordeste: Distrito de La Molina             |
| Oeste: Distrito de Surquillo / Distrito de Miraflores |                                                | Este: Distrito de San Juan de Miraflores    |
| Suroeste: Distrito de Barranco                        | Sur: Distrito de Chorrillos                    | Sureste: Distrito de San Juan de Miraflores |

## Conflictos limítrofes

### Conflicto con San Juan de Miraflores
Por muchos años, la zonas este y sureste del distrito estuvieron en disputa limítrofe con el distrito de San Juan de Miraflores; puesto que, inicialmente, el límite de ambos distritos, fue por medio de la avenida Caminos del Inca. El 25 de octubre de 2012, ambos municipios se pusieron de acuerdo para poner fin a este conflicto que tuvieron por 47 años, mediante una ceremonia de ratificación de acuerdo de límites territoriales, presidida por el entonces presidente del Consejo de Ministros, Juan Jiménez Mayor. Según el acuerdo, las urbanizaciones La Inmaculada, Reporteros Gráficos, San Ignacio de Monterrico, Prolongación Morro Solar, Próceres, Precursores, Viñedos, Honor y Lealtad, y Rodrigo Franco quedaron en la jurisdicción de Santiago de Surco; mientras que, los asentamientos humanos que estuvieron bajo la administración de la Municipalidad de San Juan de Miraflores, quedaron dentro de sus límites distritales. De este acuerdo, se derivó la Ley N.º 30058 publicado el 5 de julio de 2013, la cual delimita territorialmente ambos distritos. Tras esta ley, el asentamiento humano Las Dunas (ubicado al sur de Rodrigo Franco) pasó a ser parte del distrito de San Juan de Miraflores; no obstante, este asentamiento sigue siendo administrado por la Municipalidad de Santiago de Surco.

### Conflicto con Chorrillos
Los distritos de Santiago de Surco y Chorrillos disputan la urbanización La Encantada de Villa y otras áreas cercanas a la zona de amortiguamiento de los Pantanos de Villa, a la altura de la playa El Faro, posesionadas en junio de 2013 durante la gestión de Roberto Gómez Baca. Actualmente, el distrito recauda unos S/2,5 millones en tributos por limpieza pública, mantenimiento de parques y jardines y seguridad ciudadana, siendo en total 5,000 contribuyentes.

El área en disputa es un enclave fuera de la continuidad del distrito. Sin embargo, la comunidad y la municipalidad dicen pertenecer a Santiago de Surco por considerarse parte de la historia de la hacienda Villa, perteneciente a la familia Lavalle en el pasado. Para hacerse realidad dicha petición, la Municipalidad de Santiago de Surco incluyó a la urbanización Mateo Pumacahua, ubicado dentro de la jurisdicción de Chorrillos, como parte de su administración. Se busca la participación ciudadana para solucionar este conflicto, y la ley dispone que los vecinos solamente pueden decidir al voto si las zonas en litigio son contiguas. Finalmente, la Municipalidad de Santiago de Surco incluyó, oficialmente en el reclamo, un área de 6,6 kilómetros de alto que hay entre su jurisdicción y el distrito de Chorrillos. Al poseer todo ese sector en su jurisdicción, Santiago de Surco limitaría también con el distrito de Villa El Salvador y el océano Pacífico.
| Noroeste: Distrito de San Borja                       | Norte: Distrito de Ate / Distrito de La Molina                                                   | Nordeste: Distrito de La Molina                                                                                                |
| Oeste: Distrito de Surquillo / Distrito de Miraflores |                                                                                                  | Este: Distrito de San Juan de Miraflores                                                                                       |
| Suroeste: Distrito de Barranco                        | Sur: Distrito de Chorrillos (zona disputada) / Océano Pacífico (límite disputado con Chorrillos) | Sureste: Distrito de San Juan de Miraflores (zona disputada) / Distrito de Villa El Salvador (límite disputado con Chorrillos) |

## Hitos y estructura urbana
Surco, como comúnmente se le conoce, obtuvo cuatro veces el título de "distrito jardín" en la gestión de Carlos Dargent. En su jurisdicción residen en gran parte familias de nivel socioeconómico alto (Monterrico y zonas aledañas); mientras que, en la zona sur se encuentran hogares de diferentes estratos socioeconómicos, como: medio alto, medio y medio bajo.
El distrito abarca las urbanizaciones de Valle Hermoso, Monterrico, Las Casuarinas, La Castellana, Los Álamos, La Floresta de Monterrico, Cerros de Camacho, Pancho Fierro, Santa Constanza, Chacarilla del Estanque, Higuereta, Neptuno, Tambo de Monterrico, El Dorado, Chama, Alborada, Liguria, Las Gardenias, Santa Teresa, Bella Luz, Vista Alegre, San Ignacio de Monterrico, Prolongación Benavides, Monterrico Sur, Los Rosales, La Capullana, Los Precursores, La Cruceta, Los Próceres, Santo Cristo, La Virreyna, San Roque, La Ensenada, San Pedrito, Sagitario, Surco Viejo o Surco Pueblo, Jorge Chávez, Santa María, Cercado de Surco, Los Parrales y Camino Real. 
En zonas, donde el ingreso per cápita es alto, como en Las Casuarinas, el acceso es restringido. El precio de una vivienda en tal urbanización, suele ser muy elevado. No obstante, existen zonas de este mismo nivel socioeconómico como Chacarilla del Estanque u otras partes de Monterrico, donde el acceso es libre. Santiago de Surco se caracteriza por ser un distrito de amplia extensión y con gran cantidad de áreas verdes, estando por detrás del distrito de San Borja. 
En la parte sur del distrito, dividida por la avenida Tomás Marsano, existe una convivencia de diferentes estratos socioeconómicos. Su población pertenece tanto al nivel socioeconómico medio alto, como las urbanizaciones de Los Próceres, Los Precursores, Sagitario y La Campiña. Como también, al nivel socioeconómico medio, como las urbanizaciones de  Viñedos de Surco, Rodrigo Franco y Surco Viejo. Adicionalmente, existen zonas habitadas por familias de nivel socioeconómico medio bajo, donde se halla el índice delictivo más alto de todo el distrito, como los asentamientos humanos Viva el Perú, San Gabino, Parque Alto, Parque Bajo, Tejada Alta, Manuel Medina Paredes y Señor de los Milagros. 
En 2013, dos urbanizaciones pertenecientes al distrito de Chorrillos, La Encantada de Villa y Las Brisas de Villa, manifestaron su deseo de ser administradas por la Municipalidad de Santiago de Surco; debido a la desatención por parte de la Municipalidad de Chorrillos a tales urbanizaciones. Para hacerse realidad dicha petición, la Municipalidad de Santiago de Surco incluyó a la urbanización Mateo Pumacahua, ubicado dentro de la jurisdicción de Chorrillos, como parte de su administración. 
Se estima, que en Santiago de Surco, dado su gran tamaño, existen alrededor de 60 pequeños asentamientos humanos, ubicados cerca de sus límites con los distritos de San Juan de Miraflores, Chorrillos y Barranco. Asimismo, el número de estos asentamientos humanos incluye las zonas que Surco extrajo y disputa con el distrito de Chorrillos, con el fin de poder administrar las urbanizaciones de La Encanta de Villa y Las Brisas de Villa. Al igual que en los distritos de La Molina y San Borja, las viviendas de estos asentamientos humanos y urbanizaciones de carácter popular son autoconstruidas. En asentamientos humanos como Señor de los Milagros, Viva El Perú y Diente de Oro existen viviendas de construcción precaria, siendo estos habitantes a los que sí se les puede considerar como personas de condiciones vulnerables. Aún así, gran parte de estas zonas poseen los servicios públicos básicos. 
Administrativamente, el distrito está dividido en 9 sectores. Posee un clima y paisaje muy variado. Por su ubicación, puede ser considerado como parte de Lima Sur; sin embargo, por situaciones jurídicas pertenece a la subregión Lima Centro.

### Primer parque de inclusión social
El Parque de la Amistad "María Graña Ottone", desde su creación el 25 de noviembre de 2001, nació como símbolo de la inclusión social, desde su nombre, su diseño ingenieril, su re-valoración de la historia surcana, y sobre todo desde su apertura a todas las razas y a las diferentes condiciones sociales. Asisten y se recrean, sin restricciones, todas las sangres como es el Perú. Cuya expresión es sincera, y con la intención de no expresar estereotipos racistas. Desde que se fundó el distrito de Santiago de Surco, conviven todos los niveles socioeconómicos (A, B, C, D y E) de la sociedad limeña, y es un ejemplo en Lima, y para Trujillo, Arequipa, Chiclayo, Cuzco, Huancayo, Iquitos, Tocache y Tarapoto, las ciudades intermedias en las regiones del Perú.

### Festival del Pisco Sour
Por Resolución Ministerial 161-2004-PRODUCE, el 22 de abril de 2004 se instituyó "el primer sábado del mes de febrero de cada año, como el Día del Pisco Sour, a Nivel Nacional", en reemplazo de una norma anterior que fijaba el 8 de febrero. Finalmente, el 18 de octubre de 2007, el Instituto Nacional de Cultura del Perú (INC), declaró al Pisco Sour como Patrimonio Cultural de la Nación basado en la Convención para la Salvaguarda del Patrimonio Cultural Inmaterial de la UNESCO, la Ley General del Patrimonio Cultural de la Nación y la Directiva sobre Reconocimiento y Declaratorias de las Manifestaciones Culturales Vigentes como Patrimonio Cultural.
En el Parque de la Amistad, se presentan stands de 40 productores de todo el país, ofreciendo el primer sábado del mes de febrero de cada año, diversas variedades de pisco y cocktails preparados sobre la base de él.

## Educación

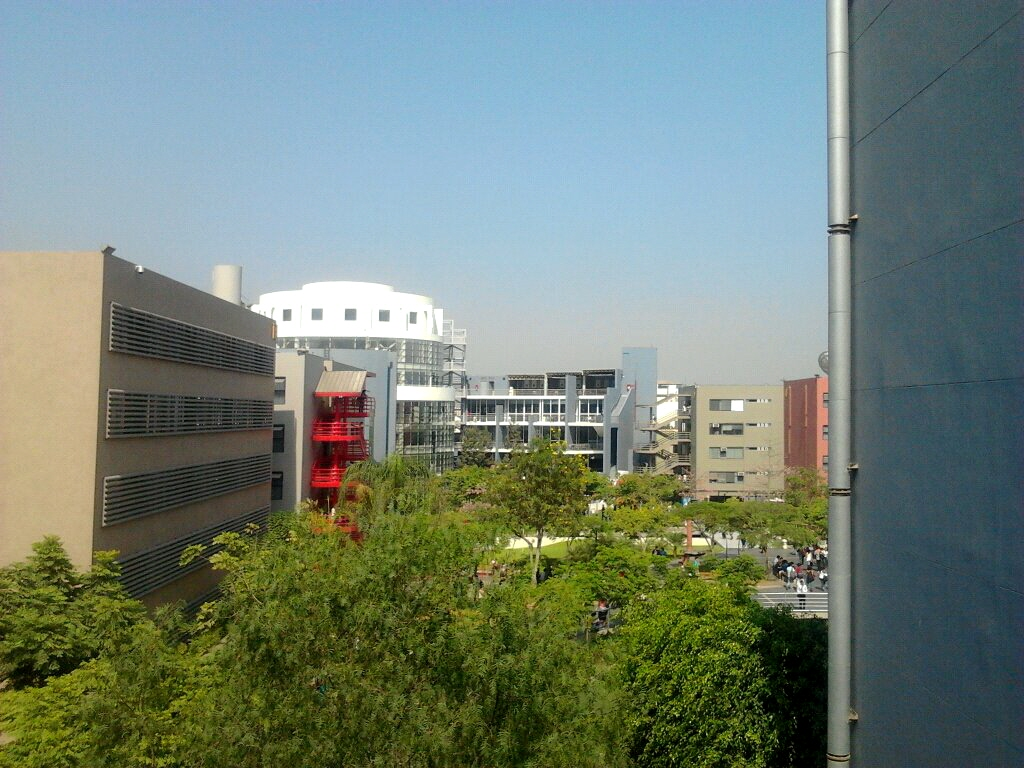
Campus UPC Monterrico.

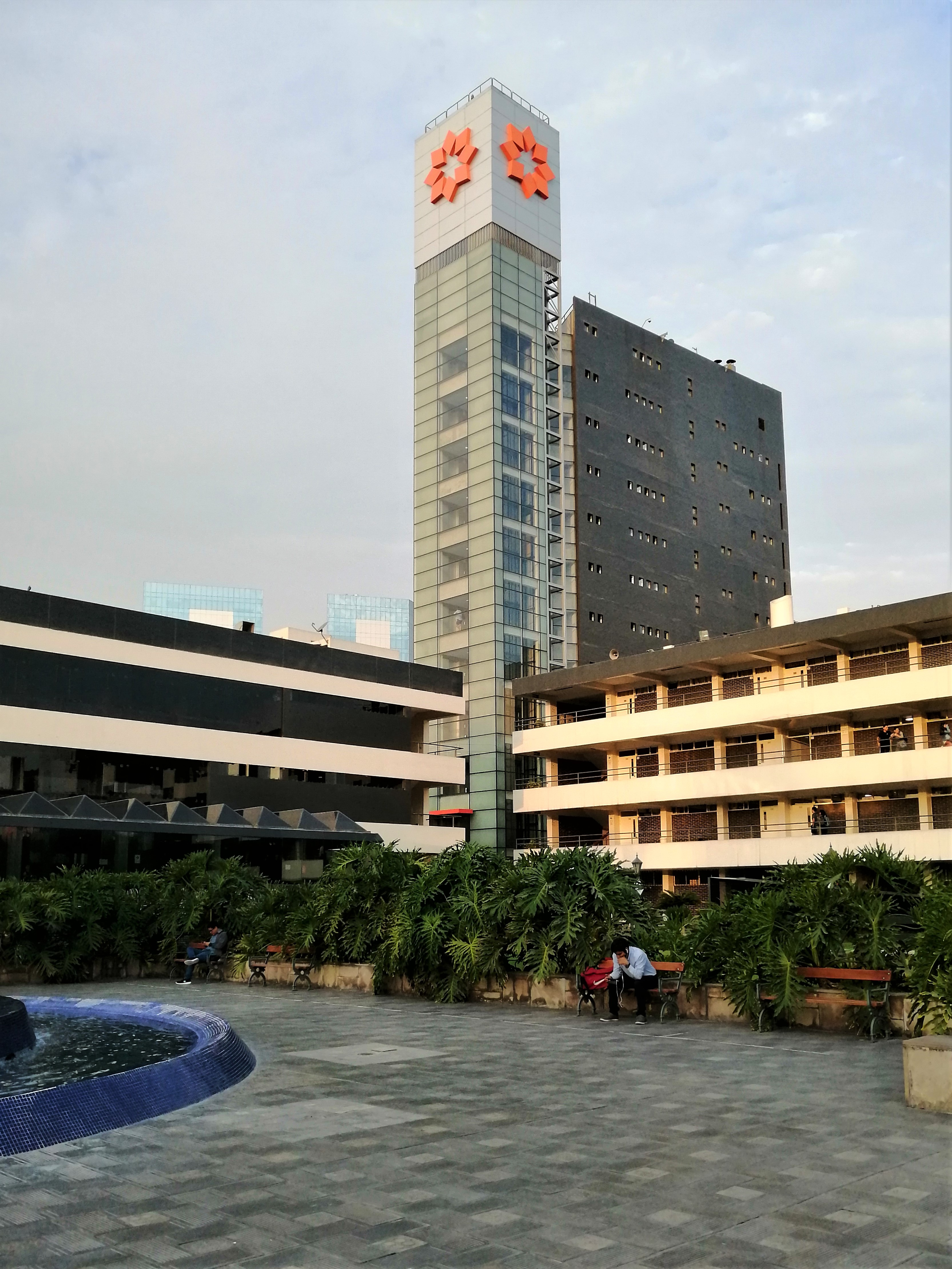
Campus principal de la Universidad de Lima, en Monterrico.

El distrito aberga diversos centros superiores como el Instituto Pedagógico Nacional Monterrico (Escuela Normal), la Universidad Ricardo Palma (1969), la Universidad Marcelino Champagnat (2005), la Universidad de Lima (1970) y la Universidad Peruana de Ciencias Aplicadas (UPC). Además, destaca la presencia de escuelas de negocios como la Universidad ESAN (1970) y el CENTRUM de la Pontificia Universidad Católica del Perú.
Asimismo, concentra varios colegios privados, como: Nivel A (Chacarilla del Estanque), Nuestra Señora del Consuelo, Champagnat de los Hermanos Maristas, Colegio Santa Margarita, Colegio Pío XII, Colegio Cristo Salvador, Colegio Augusto Weberbauer, Colegio Magister, Colegio Salcantay, Colegio Leonardo da Vinci, Colegio Franco-Peruano, Colegio Peruano Británico, Markham College (Early Years & Lower School), Colegio Alexander von Humboldt, Colegio San José de Monterrico, Colegio Santa María Marianistas, Colegio Nuestra Señora de la Reconciliación, Colegio Hiram Bingham, Colegio de la Inmaculada, Casuarinas International College, Colegio Los Rosales de Santa Rosa, Colegio Santa Teresita, Monterrico Christian School, Colegio Regina Pacis, Colegio Trener, Colegio Antares, Colegio La Inmaculada Concepción, Colegio San Roque, Colegio Santiago Apóstol, Colegio Peruano-Francés André Malraux, Colegio Hans Christian Andersen, el histórico Colegio Santa María, Colegio Cepeban, Colegio San Benito de Palermo, Colegio Manuel Polo Jiménez y la Asociación Educativa Convivencia en la Escuela. Finalmente, se encuentra la escuela pre-vocacional "Roldan Poma" y el Colegio Jorge Chávez N° 6044.

## Turismo
Santiago de Surco es el primer distrito turístico ecológico de Lima Metropolitana. Destacan parques, lomas, centros recreacionales y el antiguo "Cercado de Surco Pueblo". Sus festividades se llevan a cabo, principalmente, en la Plaza Mayor y en el Parque de la Amistad "Maria Graña Ottone"

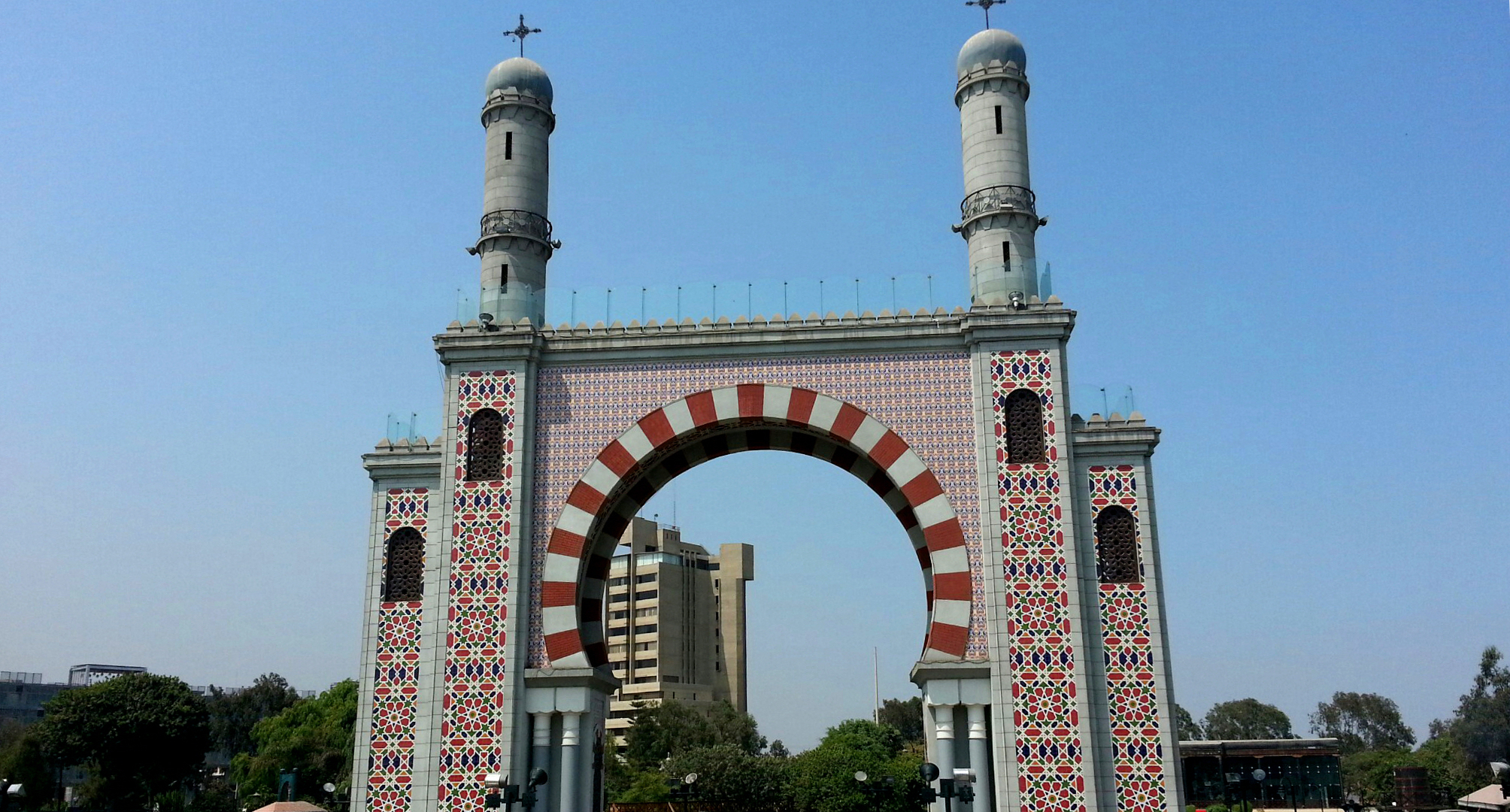
Arco Morisco en el Parque de la Amistad "Maria Graña Ottone".

## Autoridades

### Municipales
| Cargo    | Autoridad electa                     | Partido político | Partido político   |
| -------- | ------------------------------------ | ---------------- | ------------------ |
| Alcalde  | Carlos Ricardo Bruce Montes de Oca   |                  | Avanza País        |
| Regidor  | Armando Miguel Subauste Bracesco     |                  | Avanza País        |
| Regidora | Eliana Elizabeth Toledo Reyes        |                  | Avanza País        |
| Regidor  | Roberto Hipólito Gómez Baca          |                  | Avanza País        |
| Regidor  | Felipe Salazar Risci                 |                  | Avanza País        |
| Regidora | María Alejandra Chanduvi Ugarelli    |                  | Avanza País        |
| Regidor  | Gino Mario Pinasco Pinasco           |                  | Avanza País        |
| Regidora | Elizabeth Patricia Rodríguez Funegra |                  | Avanza País        |
| Regidora | Olimpia Portugal Zamalloa            |                  | Renovación Popular |
| Regidor  | Javier Eduardo Paredes Iparraguirre  |                  | Somos Perú         |
| Regidora | Julia Magda Ramos Medina             |                  | Podemos Perú       |

### Comisarías de Santiago de Surco
- Comisaría PNP Monterrico
- Comisaría PNP Las Praderas: ubicada en el distrito de La Molina.
- Comisaría PNP Chacarilla del Estanque: ubicada en el distrito de San Borja.
- Comisaría PNP Sagitario
- Comisaría PNP Mateo Pumacahua: ubicada en el distrito de Chorrillos.
- Comisaría PNP Surco

### Religiosas
- Parroquia Santiago Apóstol: RP. Luis Ángeles Méndez

## Transporte

### Metro de Lima
El distrito se halla servido por la línea 1 del Metro de Lima, contando con la estación Cabitos en la avenida Aviación, y las estaciones Ayacucho y Jorge Chávez en la avenida Tomás Marsano. Asimismo, para la futura línea 3 del Metro de Lima se tienen proyectadas las estaciones Las Gardenias, Alejandro Velasco y Los Héroes. Con respecto a la futura línea 4 del Metro de Lima, se tiene prevista la estación Manuel Olguín. 

### Corredores complementarios
Además del transporte público regular, en cuanto al servicio de buses urbanos brindado por los corredores complementarios, circulan por el distrito los servicios 201, 204, 206 y 209 del Corredor Rojo. Todas ellas recorren la avenida Javier Prado Este del distrito.

## Atractivos turísticos
- Plaza de Armas de Santiago de Surco
- Complejo Parroquial Santiago Apóstol
- Complejo Histórico de San Juan Grande
- Parque de la Amistad "María Graña Ottone"
- Santuario de la Divina Misericordia
- Parque Ecológico Loma Amarilla
- Parque Ecológico Voces Por El Clima (obra de la COP 20)
- Museo Aeronáutico del Perú
- Museo Oro del Perú y Armas del Mundo
- Plazuela de la Vendimia
- Parque Temático Caballo Peruano de Paso
- Parque César Vallejo
- Parque Temático Enrique Martinelli Freundt
- Coliseo de Gallos y Restaurante "El Rosedal"
- Base aérea Las Palmas

### Centros de esparcimiento
Se encuentran los centros comerciales "Jockey Plaza Shopping Center", "Centro Comercial El Polo", "Urban Plaza El Polo", "Centro Comercial Caminos del Inca", "Centro Comercial Chacarilla" y "Urban Mall Viñedos". Asimismo, destaca la zona comercial del óvalo Higuereta, con la galerías "Polvos Rosados" y "Polvos Higuereta".
El distrito es sede de los siguientes clubes sociales peruanos:
- Los Inkas Golf Club
- Club Petroperú
- ACENESPAR, sede Golf de Camacho.
- Jockey Club del Perú, propietario del famoso "Hipódromo de Monterrico", llamado también "El Coloso de Surco".
- Lima Polo and Hunt Club
- Club Germania
- Country Club Chama
- Club Unión Árabe Palestino
- Club Deporcentro Casuarinas
- Club Casuarinas - AOPIP
- Country Club El Bosque (Sede Surco)

## Festividades
- Marzo: La Vendimia
- Abril: Semana Santa
- Junio: San Juan Bautista
- Julio: Santiago Apóstol
- Octubre - noviembre: Señor de los Milagros

## Hermanamientos
Municipios hermanados de la ciudad.
- Providencia, Santiago, Chile (2002).
- Gastonia, Estados Unidos.
- Carapeguá, Paraguarí, Paraguay.
- Páez, San Fernando de Apure, Venezuela.
- Málaga, Andalucía, España.
- Cartagena, Bolívar, Colombia.
- Arezzo, Toscana, Italia.
- Loja, Ecuador (2003).[14]
- Valle de Trápaga, País Vasco, España (2013).[15]